# 李·佩尔蒂埃
李爾·安東尼·比迪亞（英語：Lee Anthony Peltier，1986年12月11日—）是一名英格蘭足球運動員，司職後衛，出身利物浦青訓系統。現效力於英冠球隊罗瑟勒姆。他亦是前英格蘭U18小國腳。

## 生平

### 球會
利物浦
比迪亞在利物浦出生，是母會利物浦預備隊的常規成員，獲得米活訓練基地（Melwood）的職員高度評價。2006年8月首次晉身一隊球員名單，在歐聯外圍賽對海法馬卡比擔任沒有上陣的板凳球員。兩個月後，在10月25日首次正式代表一隊在英格蘭聯賽盃第三圈主場出戰雷丁，以4-3取勝，並繼續在第四圈作客1-0擊敗伯明翰城和半準決賽主場3-6負於阿仙奴均正選登場。同年12月5日更代表已確定出線資格的利物浦在歐聯作客加拉塔沙雷，他正選上陣踢足90分鐘，但利物浦以2-3敗陣而回。
2007年3月16日比迪亞被緊急借用到英冠球會侯城至球季結束，期間上陣7場。
伊奧維
2007年8月英甲球會伊奧維借用比迪亞半個球季，他在聯賽揭幕戰作客0-1負於哈德斯菲爾德首次上陣，期間上陣23場。借用期滿後比迪亞返回利物浦，並於2008年1月21日獲得诺里奇城邀請試訓，但沒有落實加盟。1月31日伊奧維只須付出一筆象徵費用便正式羅致比迪亞，簽約三年。2008年12月20日作客3-2僅勝史雲頓，比迪亞射入個人職業生涯的首個入球。2009年夏季伊奧維表示如有合適出價，將會出售比迪亞，升班馬彼德堡據報對他有意，希望更上一層樓的比迪亞合共為伊奧維在聯賽上陣50場。
哈德斯菲爾德
2009年7月1日比迪亞加盟另一支英甲球隊哈德斯菲爾德，轉會費沒有透露，簽約三年，穿上2號球衣，自此2號球衣亦成為他的標記。8月8日比迪亞在聯賽揭幕戰作客2-2賽和修安聯處子上陣。加盟的首個球季即協助球隊取得第6位的成績參加附加賽，並獲選哈德斯菲爾德年度最佳球員，他在各項賽事合共上陣50場，但附加賽準決賽兩回合累計0-2不敵米禾爾被擯出局。
2010年7月有傳由尼尔·沃诺克帶領的昆士柏流浪有意以300萬英鎊簽入比迪亞，但他卻在8月與哈德斯菲爾德延長合約至2014年。
2010年8月25日比迪亞於作客返回利物浦對愛華頓的英格蘭聯賽盃第二圈，下半場領第二面黃牌，個人首次被逐離場；一不離二，2011年3月5日作客對舊東主伊奧維，開賽僅14分鐘，便因肘擊而被直接出示紅牌，由於同季第二次領取紅牌，賽後由原本停賽3場加罰多1場。2010年11月16日於主場的英格蘭足總盃第一圈重賽主場對劍橋聯，比迪亞射入加盟以入首個入球，協助球隊反勝2-1晉級第二圈；而他的首個聯賽入球於2011年4月22日作客3-1擊敗米爾頓凱恩斯中取得。雖然曾被罰停賽4場，比迪亞在2010/11年球季仍然上陣多達53場，哈德斯菲爾德以第3位結束球季，連續第二年晉身附加賽。準決賽首回合作客1-1賽和般尼茅夫；次回合返回主場，比迪亞首開記錄，但法定時間結束僅能賽和2-2，加時賽雙方各入1球，累計4-4，憑互射十二碼才以4-2驚險過關。2011年5月29日附加賽決賽在奧脫福球場對彼德堡，結果以0-3大敗而回，再一次無綠升班，而這亦是比迪亞為哈德斯菲爾德上陣的最後一場比賽。
李斯特城
2011年6月22日比迪亞轉投大事擴陣的英冠球會莱斯特城，是領隊斯文·約蘭·艾歷臣在夏季簽入的第一人，簽約三年，轉會費沒有透露，據報初步約為75萬英鎊，總值超過100萬英鎊。2011年8月6日他在揭幕日的處子戰作客對高雲地利一箭定江山；2012年4月7日主場4-0大勝唐卡士打他再次取得入球。整個球季比迪亞上陣47場，是隊中的正選右閘，但球隊的成績未如理想，僅取得第9位，而引入比迪亞的艾歷臣亦於2011年10月排冠而去，由回巢任教。
2012年7月當李斯特城從曼聯羅致比利時右閘後，宣佈比迪亞已不再包括入球會的組軍大計內，因而引起舊東主哈德斯菲爾德和列斯聯的興趣，兩會據報出價約60萬英鎊，但均被李斯特城回絕，並為比迪亞標價85萬英鎊，而列斯聯於8月3日與李斯特城達成收購金額協議。
列斯聯
比迪亞於2012化年8月4日加盟英冠球會列斯聯，簽約三年，是球會夏季簽入的第十名新球員。他於8月11日為球隊首次披甲在新球季揭幕戰的英格蘭聯賽盃對梳士貝利，擔任非慣常的中堅位置。8月18日他取代離隊的羅拔·辛迪加斯獲委任為隊長，並於對狼隊首次為列斯聯在聯賽上陣，小勝1-0。

### 國家隊
比迪亞曾代表英格蘭參加青少年國際賽，於效力家鄉母會利物浦期間曾為英格蘭U18上陣3場，但至今仍未有入選更高年齡級別的國家隊。

## 榮譽
個人
- 哈德斯菲爾德年度最佳球員：2009/10年；

## 外部連結
- 足球数据库：李爾·比迪亞的球员统计数据